# Onthophagus rakovici
Onthophagus rakovici är en skalbaggsart som beskrevs av Riccardo Pittino 2004. Onthophagus rakovici ingår i släktet Onthophagus och familjen bladhorningar. Inga underarter finns listade i Catalogue of Life.